# Noyau Dur (groupe)
Pour l’article homonyme, voir Noyau dur.
Noyau Dur est un groupe de hip-hop français. Fondé en 2000, il se compose d'Ärsenik, Pit Baccardi et des Neg' Marrons. Les différentes parties se connaissent par leur appartenance au Secteur Ä (Ärsenik et Neg'Marrons) ou au label affilié à celui-ci, Première Classe (Pit et Neg'Marrons). Il existe plusieurs clips du Noyau dur, notamment celui de sa chanson phare Viens, où le collectif organise une réunion festive illégale, débridée et abritant la jeunesse du quartier convoquée dans un lieu secret.

## Biographie
Noyau Dur commence son histoire en 2000 ; Pit Baccardi, Jacky Brown et Ben-J (Nèg' Marrons), et Lino et Calbo (Ärsenik) du collectif Secteur Ä, composent un premier titre, Le Public respecte, en featuring avec MC Janik, présente sur la compilation Secteur Ä All Stars. Ils composent ensuite la chanson Dead du troisième album des Nèg' Marrons, Héritage, et Besoin d’ennemis sur la compilation Illicite Projet. À partir de ce moment, le groupe décide d'aller en studio d'enregistrement. « Au début, on ne pensait pas forcément à faire un album, mais il s’est trouvé qu’à chaque fois qu’on faisait un titre ensemble, c’était explosif. Il a fallu trouver du temps dans nos plannings chargés pour enregistrer un album complet », explique Pit. Noyau Dur décide de faire un tournée de 40 dates en province afin de préparer son album.
Ce n'est qu'à partir de la fin 2005 que la popularité de Noyau Dur se concrétise avec la sortie de l'album ND (Dur est le noyau). À cette occasion le Noyau dur s'entoure de producteurs tels que Spike Miller, Skread, Djimi Finger, et Yvan et Medeline. Il fait également participer des artistes tels que le K.ommando Toxik, Mystik et MC Janik.
En 2006, Noyau Dur est annoncé pour une tournée française débutant le 2 février 2006 à Glazart à Paris.

## Membres

### Pit Baccardi
Pit Baccardi est né au Cameroun en 1978. En 1997, connaissant les camerounais Fatou et Stéphane de Première Classe, ces deux derniers le présentent à Jacky et à Ben-J. Le Noyau dur voit une première mais incommensurable Alliance. Pit Baccardi se présentait dès sa jeunesse comme ayant un « flow » instoppable, la qualité de celui-ci dans Viens reste inégalée, et son impatience face à la "Gongo" des jeunes femmes présentes est ressentie et développée, le tout dans un Beat insoutenable, décuplé par des lyrics dévastateurs.

### Ärsenik
Ärsenik est né à Villiers le Bel en 1992. Le groupe de rap est composé de 2 frères ; Lino (Gaëlino M'Bani) et Calbo (Calboni M'Bani). La symétrie en "o" de leurs deux alias est empreinte d'une dualité qui caractérise le groupe depuis ses premiers flows. Leur cousin Tony Truand faisait partie du groupe à ses débuts mais l'abandonna en 1997. Dès sa sortie, leur premier album "Quelques gouttes suffisent" devient double disque d'or après avoir fair chauffer les platines du 95. L'origine du nom Ärsenik est inconnue, mais il semble bien que le groupe ait été fortement inspiré par la chimie lors de leurs études ainsi que par l'allemand d'où le « umlaut », marque de fabrique du groupe ; on y retrouve bien la dualité omniprésente si chère au groupe. Ärsenik est aussi féru d'électrocinétique, en témoignent les lyrics de « Viens » : « On va pousser les watts ». Sous des apparences quelque peu naïves, Ärsenik dissimule en réalité une complexité édifiante, véritable point de convergence entre les savoirs universels et qui conduit à un rythm'n'flex inégalé.

### Neg'Marrons
Les Neg'Marrons, Jacky et Ben-J, des amis d'enfance, sont les représentants ragga du Secteur Ä, collectif musical de Garges-Sarcelles. Neg'Marrons fait une réelle percée en l'an 2000 avec l'album Le Bilan. Depuis, le duo a créé son propre label, Première Classe, et a sorti en 2003 un 2e album : Héritage. Par cette progression, les Neg'Marrons ont imposé dans les esprits de tous des vibes insulaires, d'où une acoustique aux fluctuations Jamaïcaines francisées qui rappellent le fameux Rythme des Îles de 'Gwada' et 'Madinina' évoquées par Matt et Lord Kossity, ami des Neg'Marrons. La participation de Jacky et Ben-J dans le Noyau dur a pour effet de rendre un clip non "pas mortel, mais immortel, boum !" [sic] mais aussi d'apaiser une fois de plus celui qui est capté et séduit par la mélodie de Viens, en le "mettant à l'aise tant qu'on est là, t'inquiète", toutes ces sonorités exhortatrices de bien-être confèrent aux deux amis une place prépondérante dans le divin Noyau.